# オットー・ネーベル
オットー・ネーベル（ドイツ語: Otto Nebel, 1892年12月25日 - 1973年9月12日）は20世紀のドイツの画家、俳優。

## 略歴
ネーベルは1909年（当時17歳）ベルリンの建築学校で学び、建築技師としてキャリアをスタートさせる。
1914年までベルリンのレッシング劇場で演技を学んだが、俳優デビューしようとしていた矢先に第一次大戦が勃発。ドイツ東西前線で戦争の時期を過ごすことになる。
1918年、26歳のとき、イギリスのコルスターデールに14か月投獄され、そのころ戦争を批判した表現主義的な詩集「Zuginsfeld」を執筆。
1919年、ベルリンに帰還。同年にワイマールで開校したバウハウス(Bauhaus)において、抽象絵画の創始者カンディンスキーや, パウル・クレー、クルト・シュヴィッタースらと出会い親交を深める。
バウハウスでは、ベルリンに表現主義の拠点としての画廊と出版社「シュトゥルム(Der Sturm)」を立ち上げたヘルヴァルト・ヴァルデンと出会う。シャガール初の個展が催されたこの画廊では、ネーベルの個展も開催された。ネーベルの初期の絵画作品は、シャガールの影響を受けている。1923年、雑誌シュトゥルムの出版に携わりながら、リノカットや詩など多くの作品を投稿した。
1924年、バウハウスで出会ったマルガレーテ・ヒルデガルトと結婚。その後は俳優業を行いながら、詩や絵画の創作を行っていた。
1929年、ノルマンディー・パリに滞在。のちにノートルダム大聖堂や、シャルトル大聖堂を描いた多くの絵画を制作する。
1931年、イタリアに滞在中、「カラーアトラス（色彩地図帳）」を制作。
1933年、41歳のとき、ナチスに退廃芸術（Degenarate Art）と指定され、ドイツから永世中立国のスイスに亡命。
スイスのベルン（Bern）に移住したネーベルは、仕事に就けなかったため困窮していた。
カンディンスキーの推薦で、アメリカ・ニューヨークのソロモン・R・グッゲンハイム財団がネーベルの絵画を購入し、その後1951年までネーベルの金銭的支援となった。
1939年、第二次大戦が勃発した年、ソロモン・R・グッゲンハイム美術館が開館。
1942年、エマヌエル・スヴェーデンボリの神秘主義に影響を受け、新教会に加入する。
1952年、スイス国籍を取得。
1962年、70歳で近東を旅し、ドゥブロヴニク・ミコノス島・ブルサ・イスタンブールなど近東(Near East)各地を回った。そこで見た民族美術の影響を受けて多数の絵画を制作している。
1965年、母国ドイツはネーベルに、ドイツ連邦共和国功労勲章を授けた。
1973年、82歳で死去。絵画約2000点・素描4000点以上の作品は、ベルンに設立されたオットー・ネーベル財団やベルン美術館に寄贈。その作品は、現代アート・グラフィックデザインに多大な影響を与えている。

## 主な作品の系譜

### ルーン文字のフーガ
ルーン文字（Runic fugues）は、呪術や儀式に用いられた神秘的な文字として知られる。ネーベルは1924年、自身の詩や絵画にこれを導入した。「ルーン文字のフーガ」では、音楽におけるフーガと同じように、最初に選択された母音と子音がテーマを決定し、それが継続的に繰り返されている。これらの作品でネーベルは、文学的表現と視覚的表現の間の作品における言葉とイメージの間の等価性を強調している。

## 関連リンク
- オットー・ネーベル財団HP
- ドイツ国立図書館(DNB)の オットー・ネーベルに関する文献
- オットー・ネーベルに関するスイスの文学史アーカイブ目録